# Комми, Руби
Руби Комми (нем. Ruby Commey, 29 июля 1991, Берлин) — немецкая актриса.

## Биография
После сдачи экзамена на аттестат зрелости 2011 году в течение года играла в Немецком театре в спектакле «Fluchtpunkt Berlin» (режиссёр Тобиас Рауш). Также выступала в пьесах Tod.Sünde.7 (2013—2015), Alice (2015) и в роли мисс Форсайт в Смерти продавца (2017). Она также играла Дездемону, Соню в «Дяде Ване» и ряд других театральных ролей.
Руби Комми приобрела известность благодаря музыкальному клипу Deutschland группы Rammstein 2019 года, и в котором актриса аллегорически изображает Германию, при этом получив больше экранного времени, чем большинство участников Rammstein.